# Bongi Makeba
Pour les articles homonymes, voir Makeba.
Bongi Makeba, née le 20 décembre 1950 à Pretoria en Afrique du Sud et morte le 17 mars 1985 à Conakry en Guinée, est une chanteuse sud-africaine. Elle est la fille de la chanteuse Miriam Makeba avec son premier mari, James Kubay.

## Biographie
Angela Sibongile Makeba est née en Afrique du Sud en 1950. Le prénom Bongi est en fait une version abrégée de son deuxième prénom Sibongile, ce qui signifie « Nous sommes reconnaissants »,. À partir de 1959-1960, elle vit à New York où la carrière de sa mère l'avait conduite. Celle-ci est interdite de retour en Afrique du Sud.
Dans les années 1970 et 1980, elle est chanteuse et musicienne. 
Elle décède à l'âge de 34 ans en 1985  des suites d’une fausse couche.  Elle est inhumée à Conakry, en Guinée, où sa mère avait déménagé après son mariage en 1968 avec Stokely Carmichael.

## Vie personnelle
Elle a eu trois enfants : Nelson Lumumba Lee (né en 1968), Zenzi Monique Lee (né en 1971), et son fils Themba, décédé en bas âge,,.

## Discographie
- Blow On Wind (1980)[9]
- Miriam Makeba & Bongi (1975)